# リシュリュー (戯曲)

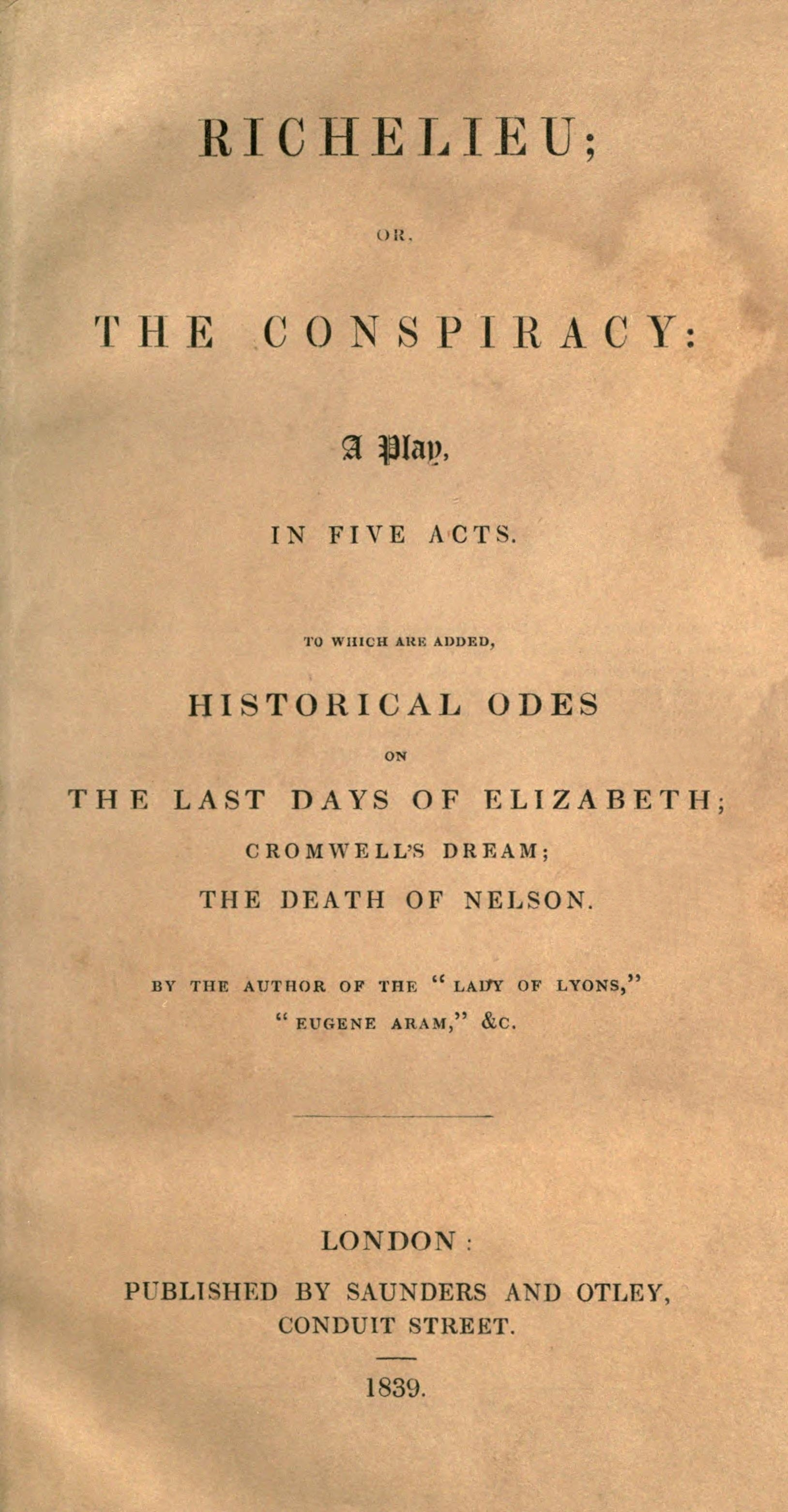
初版の扉。

一般的には『リシュリュー』(Richelieu) として言及される、『リシュリュー、あるいは陰謀』（リシュリュー あるいはいんぼう、Richelieu; Or the Conspiracy）は、イギリスの作家エドワード・ブルワー＝リットンが1839年に発表した歴史劇。17世紀のフランス王国の政治家であった枢機卿リシュリューの生涯を描いたものである。
この戯曲は、特に「ペンは剣よりも強し (The pen is mightier than the sword)」という、第二幕第二場でリシュリューが語る台詞によって知られている。

## 映画化
この戯曲は、ローランド・V・リーが監督し、ジョージ・アーリスがリシュリュー役を演じてアメリカ合衆国で制作された1935年の映画の原作となった。この映画は、20世紀ピクチャーズが制作した。